# Referendum sull'indipendenza della Bosnia ed Erzegovina
Il referendum sull'indipendenza della Bosnia-Erzegovina si svolse tra il 29 febbraio e il 1º marzo 1992, in seguito alle prime elezioni libere del 1990 e all'aumento delle tensioni etniche, che alla fine portarono alla disgregazione della Jugoslavia. L'indipendenza fu fortemente favorita dagli elettori bosgnacchi e croati bosniaci, mentre i serbi bosniaci boicottarono il referendum o gli fu impedito di partecipare dalle autorità serbo-bosniache.
L'affluenza alle urne fu del 63,4%, di cui il 99,7% votò a favore dell'indipendenza. Il 3 marzo, il Presidente della Bosnia ed Erzegovina Alija Izetbegović dichiarò l'indipendenza della Repubblica di Bosnia ed Erzegovina e il parlamento ratificò l'azione. Il 6 aprile gli Stati Uniti e la Comunità Economica Europea riconobbero la Bosnia ed Erzegovina come Stato indipendente e il 22 maggio fu ammessa alle Nazioni Unite.

## Contesto
Nel novembre 1990 si svolsero le prime elezioni generali, che portarono al potere i tre partiti nazionalisti: il Partito d'Azione Democratica (SDA), guidato da Alija Izetbegović, il 7 Democratico Serbo (SDS), guidato da Radovan Karadžić, e l'Unione Democratica Croata (HDZ), guidata da Stjepan Kljuić. Izetbegović venne eletto Presidente della Bosnia ed Erzegovina, Jure Pelivan (HDZ) fu eletto Presidente del Consiglio dei ministri e Momčilo Krajišnik (SDS) fu eletto presidente del Parlamento.
Per tutto il 1990 il Piano RAM venne sviluppato da un gruppo di ufficiali serbi dell'Esercito popolare jugoslavo (JNA) e da esperti del Dipartimento per le operazioni psicologiche della JNA per organizzare i serbi fuori dalla Serbia, consolidare il controllo dell'SDS e preparare armi e munizioni. Nel 1990 e nel 1991 i serbi in Croazia e in Bosnia-Erzegovina proclamarono un certo numero di oblast' autonomi serbi (SAO) per poi poterli unire per creare una Grande Serbia. Già nel settembre od ottobre 1990 la JNA aveva iniziato ad armare i serbi bosniaci e ad organizzarli in milizie. Nello stesso anno la JNA disarmò la Forza di difesa territoriale della Repubblica di Bosnia ed Erzegovina (TORBiH). Nel marzo 1991 la JNA aveva distribuito circa 51.900 armi da fuoco ai paramilitari serbi e 23.298 armi da fuoco all'SDS. Per tutto il 1991 e l'inizio del 1992 l'SDS radicalizzò pesantemente le forze di polizia per aumentare il controllo politico serbo. Secondo Noel Malcolm, i "passi compiuti da Karadžić e dal suo partito - [dichiarazione serba] Regioni autonome, l'armamento della popolazione serba, piccoli incidenti locali, propaganda incessante, la richiesta di "protezione" dell'esercito federale - corrispondeva esattamente a ciò che era stato fatto in Croazia. Pochi osservatori potevano dubitare che fosse in atto un unico piano".
In una sessione del 15 ottobre 1991 il Parlamento bosniaco, allarmato dall'esistenza del Piano RAM, approvò il "Memorandum sulla sovranità" attraverso l'uso di un movimento parlamentare per riaprire il parlamento dopo che Krajišnik lo aveva chiuso e dopo che i deputati serbi erano usciti. Il 24 ottobre 1991 l'SDS formò l'Assemblea del popolo serbo di Bosnia ed Erzegovina e in novembre tenne un referendum sulla permanenza in Jugoslavia. Allo stesso tempo emise le "Istruzioni per l'organizzazione e le attività degli organi del popolo serbo in Bosnia-Erzegovina in condizioni di emergenza", che stabilivano che i funzionari SDS formassero assemblee municipali serbe e personale di crisi, garantissero forniture per i serbi e creassero ampie reti di comunicazione. Nel gennaio 1992 l'Assemblea dichiarò la creazione della Repubblica del popolo serbo di Bosnia ed Erzegovina e la sua secessione. Il governo bosniaco dichiarò il referendum incostituzionale e la repubblica autoproclamata non fu riconosciuta a livello internazionale.

## Riconoscimento
Alla fine di dicembre 1991 i politici bosgnacchi e croati chiesero alla Comunità economica europea (CEE) di riconoscere la Bosnia ed Erzegovina, insieme a Slovenia, Croazia e Macedonia, come nazioni sovrane. Il Comitato arbitrale Badinter, istituito dalla CEE, inizialmente rifiutò di riconoscere la Bosnia ed Erzegovina, a causa dell'assenza di un referendum, deliberando (tra l'altro) che la Jugoslavia era in via di scioglimento e che i confini interni delle sue repubbliche non potevano essere modificati senza accordo. Nel gennaio 1992 la CEE stabilì che "non si può ritenere pienamente stabilita la volontà dei popoli della Bosnia Erzegovina di costituire la Repubblica Socialista di Bosnia Erzegovina come sovrana e indipendente" e suggerì "un referendum di tutti i cittadini della SRBH indistintamente"; questo non poté essere tenuto normalmente, perché le autorità serbe impedirono al loro popolo di partecipare. Quel mese Slobodan Milošević emise un ordine segreto per trasferire tutti gli ufficiali della JNA nati in Bosnia ed Erzegovina nella Repubblica Socialista di Serbia e arruolarli in un nuovo esercito serbo-bosniaco. Il 23 gennaio il presidente del Consiglio dei ministri della CEE João de Deus Pinheiro affermò che la CEE avrebbe riconosciuto la Bosnia ed Erzegovina se fosse stato approvato un referendum sull'indipendenza.
Il 25 gennaio si tenne in Parlamento un dibattito su un referendum, che terminò quando i deputati serbi si ritirarono dopo che i delegati bosgnacchi e croati avevano respinto una mozione serba su un Consiglio per l'uguaglianza nazionale ancora da formare. Dopo che Momčilo Krajišnik aveva cercato di aggiornare la sessione, venne sostituito da un membro della SDA e la proposta di indire un referendum fu adottata in assenza dell'SDS. Poiché il referendum intendeva cambiare lo status della Bosnia ed Erzegovina da stato federale di Jugoslavia a stato sovrano, la deliberazione violava la Costituzione della Jugoslavia (poiché l'Assemblea della Repubblica socialista di Bosnia ed Erzegovina non aveva giurisdizione e aveva superato i suoi poteri). Secondo la costituzione jugoslava, cambiare i confini della Jugoslavia era impossibile senza il consenso di tutte le repubbliche. Il referendum era anche incostituzionale in termini di Costituzione della Repubblica Socialista di Bosnia ed Erzegovina. L'emendamento LXX alla costituzione aveva istituito un consiglio incaricato di esercitare il diritto all'uguaglianza delle nazioni e delle nazionalità della Bosnia ed Erzegovina. La proposta di referendum sullo "stato della Bosnia ed Erzegovina" doveva essere presa in considerazione dal Consiglio, poiché tale referendum aveva un impatto diretto "sui principi di uguaglianza tra le nazioni e le nazionalità".
I cittadini della Repubblica socialista di Bosnia ed Erzegovina votarono per l'indipendenza nel referendum tenutosi il 29 febbraio e il 1º marzo 1992. L'indipendenza fu fortemente sostenuta dagli elettori bosniaci (musulmani bosniaci) e croato bosniaci, mentre i serbi bosniaci in gran parte boicottarono il referendum o le autorità serbo-bosniache impedirono loro di partecipare. Secondo l'SDS, l'indipendenza avrebbe portato i serbi a diventare "una minoranza nazionale in uno stato islamico"; bloccarono quindi la consegna delle urne con unità armate irregolari e lanciarono volantini che incoraggiavano al boicottaggio; ciò nonostante, migliaia di serbi nelle città più grandi votarono per l'indipendenza. Ci furono attentati e sparatorie durante tutto il periodo di votazione. L'affluenza alle urne fu del 63,4 per cento e il 99,7 per cento votò per l'indipendenza; tuttavia, il referendum riuscì a raggiungere la maggioranza di due terzi richiesta dalla costituzione. Ad ogni modo, il 3 marzo Alija Izetbegović dichiarò l'indipendenza della Repubblica di Bosnia ed Erzegovina e il parlamento bosniaco ratificò la sua dichiarazione.

La bandiera adottata dalla Repubblica di Bosnia ed Erzegovina

Il 4 marzo il Segretario di Stato degli Stati Uniti James Baker esortò la CEE a riconoscere la Bosnia ed Erzegovina e il 6 marzo Izetbegović richiese formalmente il riconoscimento internazionale. Il 10 marzo una dichiarazione congiunta USA-CEE concordò il riconoscimento della Slovenia e della Croazia, convenendo altresì che la Macedonia e la Bosnia-Erzegovina avrebbero dovuto essere riconosciute se la Bosnia-Erzegovina "adotterà, senza indugio, accordi costituzionali che forniranno uno sviluppo pacifico e armonioso di questa repubblica all'interno dei suoi confini esistenti". Il 7 aprile gli Stati Uniti e la CEE riconobbero la Bosnia ed Erzegovina come stato indipendente e anche altri membri della comunità internazionale riconobbero il Paese all'inizio di aprile. Quel giorno i leader serbo-bosniaci dichiararono l'indipendenza e ribattezzarono la loro entità autoproclamata come Republika Srpska. Il 12 maggio l'Assemblea serba bosniaca adottò i "Sei obiettivi strategici della nazione serba"; Radovan Karadžić affermò che "Il primo obiettivo di questo tipo è la separazione delle due comunità nazionali: separazione degli stati, separazione da coloro che sono nostri nemici e che hanno sfruttato ogni opportunità, specialmente in questo secolo, per attaccarci, e che continuerebbero con tale pratiche se dovessimo stare insieme nello stesso Stato." Il 22 maggio la Bosnia ed Erzegovina venne ammessa alle Nazioni Unite.

## Risultati
| Scelta                                  | voti      | %     |
| --------------------------------------- | --------- | ----- |
| Sì                                      | 2.061.932 | 99.71 |
| No                                      | 6.037     | 0.29  |
| Schede bianche/nulle                    | 5,227     | –     |
| Totale                                  | 2.073.568 | 100   |
| Elettori registrati/affluenza alle urne | 3.253.847 | 63.73 |
| Fonte: Nohlen & Stöver                  |           |       |

## Conseguenze

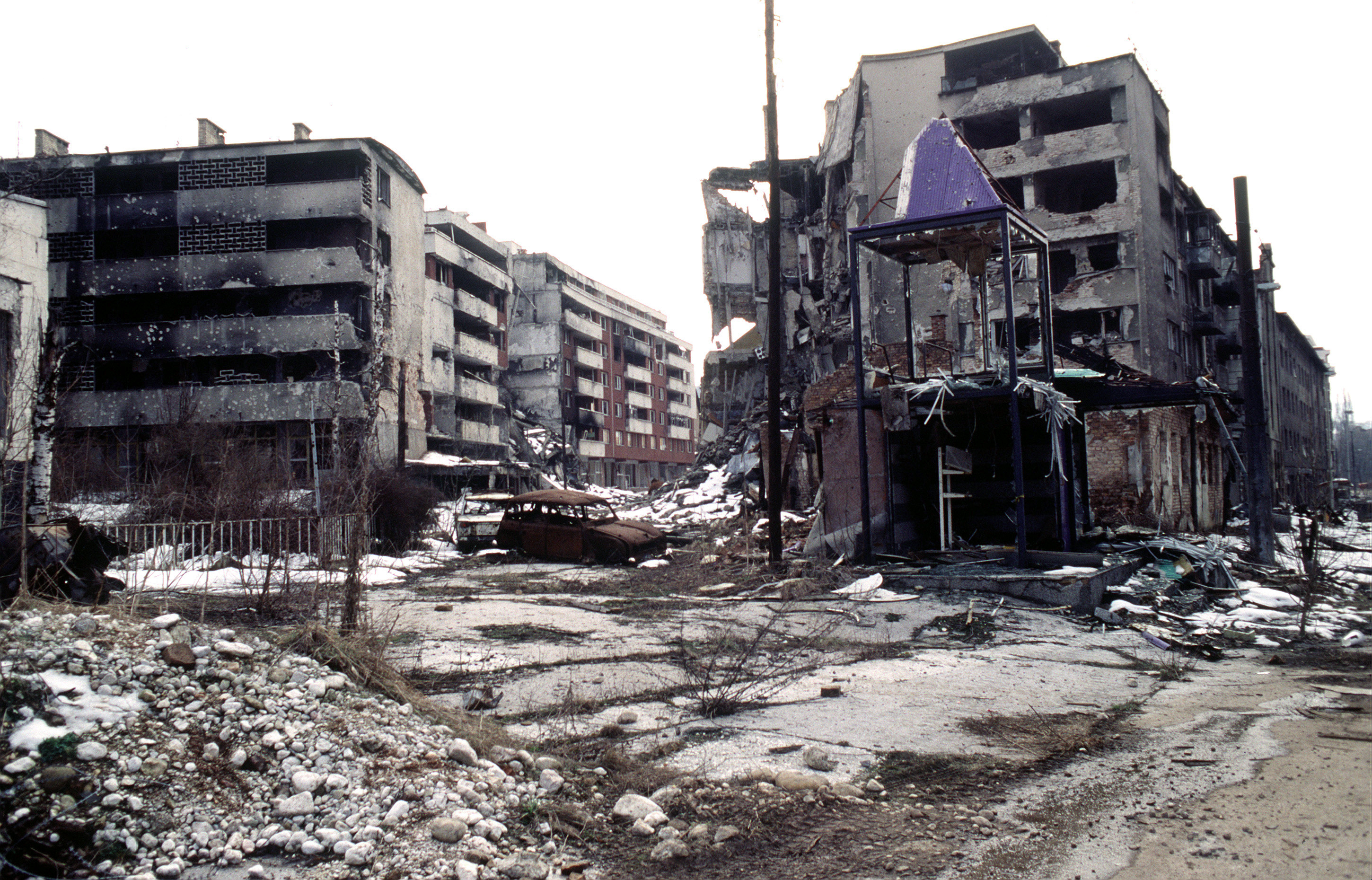
Edifici di appartamenti gravemente danneggiati nel quartiere Grbavica di Sarajevo

Entro un mese dal riconoscimento, iniziò l'assedio di Sarajevo, durante il quale l'esercito serbo-bosniaco della Republika Srpska (VRS) controllò il 70% della Bosnia ed Erzegovina. Il VRS era sostenuto dalla Jugoslavia e l'esercito bosniaco dalla neonata Repubblica di Croazia e dal proto-stato non riconosciuto della Repubblica Croata dell'Erzeg-Bosnia.
La guerra durò tre anni, con oltre 100.000 vittime in totale. I massacri di Markale, Srebrenica e Bijeljina suscitarono un'ampia copertura mediatica e attirarono l'attenzione sul conflitto.